# 任之鳳
任之鳳（？—？），四川潼川州鹽亭縣人，順治九年壬辰補行辛卯科四川鄉試舉人，任廣元縣教諭。與妻顧氏夫婦相敬如賓，顧氏年二十二歲守節奉旨旌表。